# Grigorowicz M-5
Grigorowicz M-5 (Szczetinin M-5) – rosyjska rozpoznawcza łódź latająca z okresu I wojny światowej, pierwszy budowany masowo wodnosamolot konstrukcji 
Dymitrija Pawłowicza Grigorowicza, pioniera budowy wodnosamolotów w Rosji. Powszechnie używany do szkolenia, rozpoznania i łączności we Flocie Bałtyckiej i Flocie Czarnomorskiej samolot lotnictwa morskiego Rosji. Po Wielkiej Wojnie używany był podczas wojny domowej przez białogwardzistów oraz lotnictwo Armii Czerwonej, a z eksploatacji został wycofany w połowie lat 20. XX wieku. Jedyny zachowany egzemplarz samolotu eksponowany jest w Muzeum Lotnictwa Tureckiego (Havacılık Müzesi Yeşilköy) w Stambule.

## Projekt i rozwój
Wodnosamolot Grigorowicz M-5 (zwany też Szczetinin M-5) zaprojektowany został przez Dymitra Pawłowicza Grigorowicza, kierownika zakładów S.S. Szczetinina i M.A. Szczerbakowa w Piotrogrodzie, który był już twórcą kilku lekkich łodzi latających (M-1 – M-4). Prace nad samolotem rozpoczęły się na początku 1915 roku na życzenie dowództwa marynarki wojennej, które całkowicie zrezygnowało z wodnosamolotów francuskich na rzecz rodzimych. Prototyp M-5 oblatano w kwietniu 1915 roku, a już na początku maja pierwsze egzemplarze seryjne (12 sztuk z pierwszego zamówienia) weszły do służby. Większość egzemplarzy była napędzana silnikiem rotacyjnym Gnôme Monosoupape o mocy 74 kW (100 KM), lecz stosowano także inne silniki: Le Rhône 9 o mocy 81–88 kW (110–120 KM) i Clerget 9B o mocy 96 kW (130 KM). Nominalnie samolot nie był uzbrojony, ale w warunkach bojowych wyposażano go w ruchomy karabin maszynowy (stosowano różne typy broni, m.in. Vickers kal. 7,7 mm, Maxim kal. 7,62 mm czy Lewis kal. 7,7 mm), mocowany na kadłubie z prawej strony, przed stanowiskiem obserwatora. Na misje bombowe samoloty mogły zabrać też 8 małych lub dwie 20-kilogramowe bomby; od listopada 1915 roku część maszyn wyposażono w radiostacje o zasięgu 40 km i aparaty fotograficzne. Łączna produkcja w dwóch fabrykach (Zakłady S.S. Szczetinina i M.A. Szczerbakowa w Piotrogrodzie i Zakłady Anatra w Odessie) trwająca do połowy 1917 roku wyniosła co najmniej 183 egzemplarze, z czego 71 trafiło do Floty Czarnomorskiej, zaś ok. 60 do szkół lotniczych. Następcą tego modelu w rosyjskim lotnictwie morskim była kolejna maszyna konstrukcji Grigorowicza – M-9.

## Opis techniczny

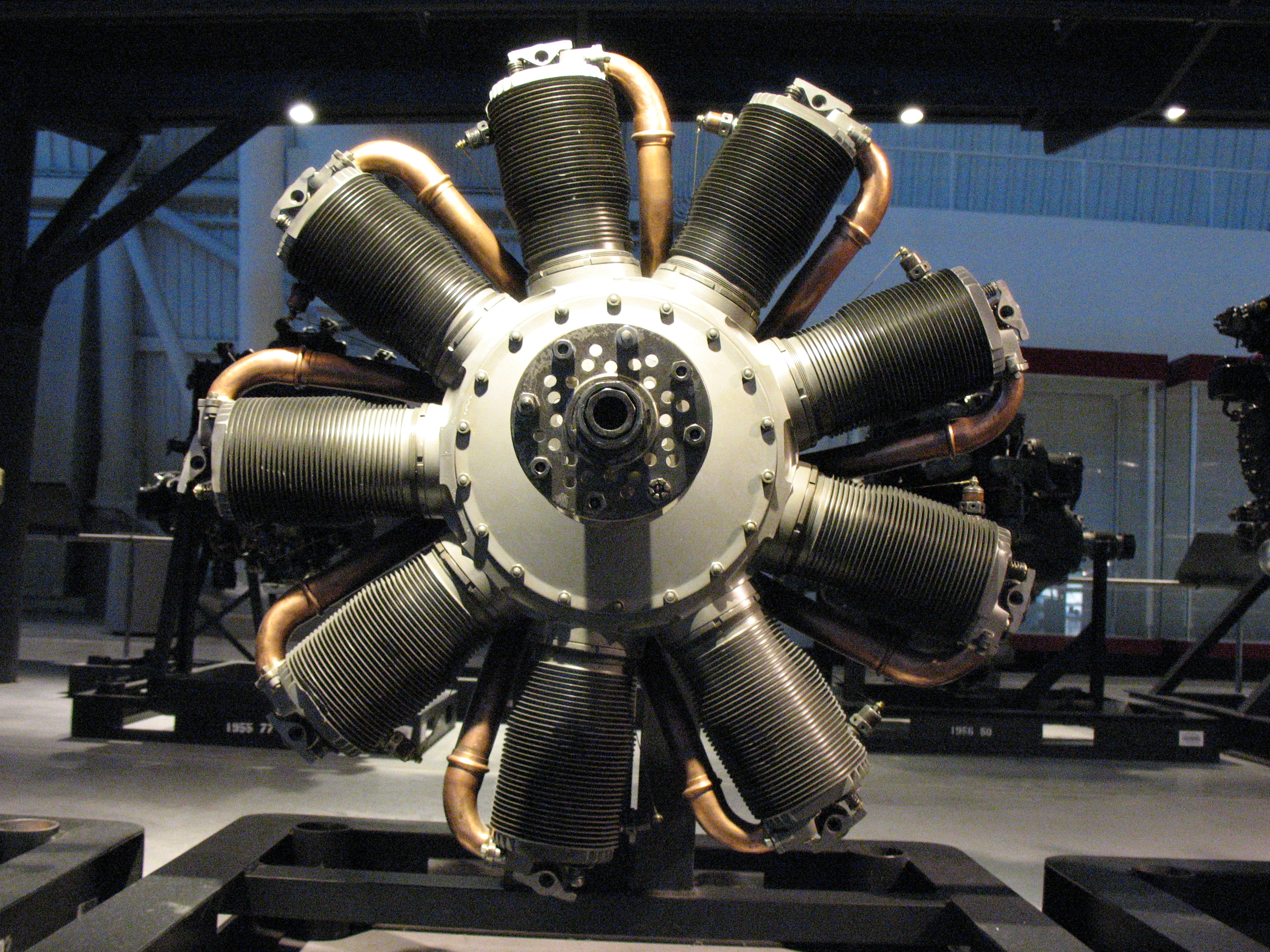
Silnik rotacyjny Le Rhône 9

M-5 był łodzią latającą o układzie dwupłatu i konstrukcji całkowicie drewnianej. Konstrukcja kadłuba kratownicowa, wykonana z drewna jesionowego, o sklejkowym pokryciu różnej grubości – góra i boki 3 mm, burty poniżej linii wodnej 6 mm, zaś dno – 10 mm. Kadłub miał jeden stopień redanu i wspornik usterzenia na wznoszącym się końcu, a jego powierzchnia dna była znacznie szersza niż obrys kadłuba, co zapewniało większą stateczność samolotu na wodzie. Długość samolotu wynosiła 8,6 metra, a jego wysokość 3,57 metra. Komora płatów trójprzęsłowa, podparta trzema parami zastrzałów o przekroju kroplowym (płat górny wysunięty do przodu, przed dolny). Skrzydła dwudźwigarowe, z drewna sosnowego. Płat górny trzyczęściowy, z baldachimem, bez wzniosu, o skosie krawędzi natarcia 4°, o cienkim profilu, kryty płótnem. Lotki drewniane, pokryte płótnem, bez kompensacji, wystające poza obrys górnego skrzydła. Płat dolny dwuczęściowy z niewielkim wzniosem, o mniejszej rozpiętości i cięciwie niż górny i identycznym skosie. Konstrukcja skrzydeł wzmocniona drutem stalowym. Rozpiętość skrzydeł wynosiła 13,62 metra, a powierzchnia nośna 38 m². Usterzenie drewniane, kryte płótnem, z dużym trójkątnym statecznikiem pionowym. Pomocnicze małe pływaki o konstrukcji drewnianej krytej sklejką i prostokątnym przekroju usytuowano na końcach dolnego płata. Masa własna wynosiła 660 kg, zaś masa całkowita (startowa) 960 kg.
Napęd stanowił najczęściej chłodzony powietrzem 9-cylindrowy silnik rotacyjny w układzie gwiazdy Gnôme Monosoupape o mocy 74 kW (100 KM), zawieszony pod górnym płatem i podparty do kadłuba. Rozrusznik ręczny, za pomocą korby umocowanej na stałe z przodu obudowy silnika. Zbiornik paliwa znajdował się za kabiną pilota, a paliwo docierało do silnika za pomocą ręcznej pompy. Śmigło drewniane, dwułopatowe, pchające. Prędkość maksymalna wynosiła 105 km/h. Maszyna osiągała wysokość 1000 metrów w czasie 8 minut i 36 sekund, zaś na osiągnięcie 4000 metrów samolot potrzebował 38 minut. Pułap wynosił 3300 metrów, a długotrwałość lotu 4 godziny.
Kabina dwuosobowa, otwarta, bez wiatrochronu, z miejscami obok siebie.

## Służba
Łodzie latające Grigorowicz M-5 były używane głównie do szkolenia pilotów oraz lotów patrolowych, rozpoznawczych, a także bombowych przez lotnictwo morskie Floty Bałtyckiej i Floty Czarnomorskiej w latach 1915–1917. Podczas wojny domowej wodnosamoloty M-5 używane były także przez białogwardzistów oraz lotnictwo Armii Czerwonej. Po ustaniu działań wojennych samoloty tego typu nadal używano do szkolenia pilotów morskich aż do 1925 roku. Jeden egzemplarz M-5 po 1917 roku znalazł się w Finlandii i był używany w fińskim lotnictwie, zaś jeden został zdobyty przez Turków.

### I wojna światowa – Flota Czarnomorska

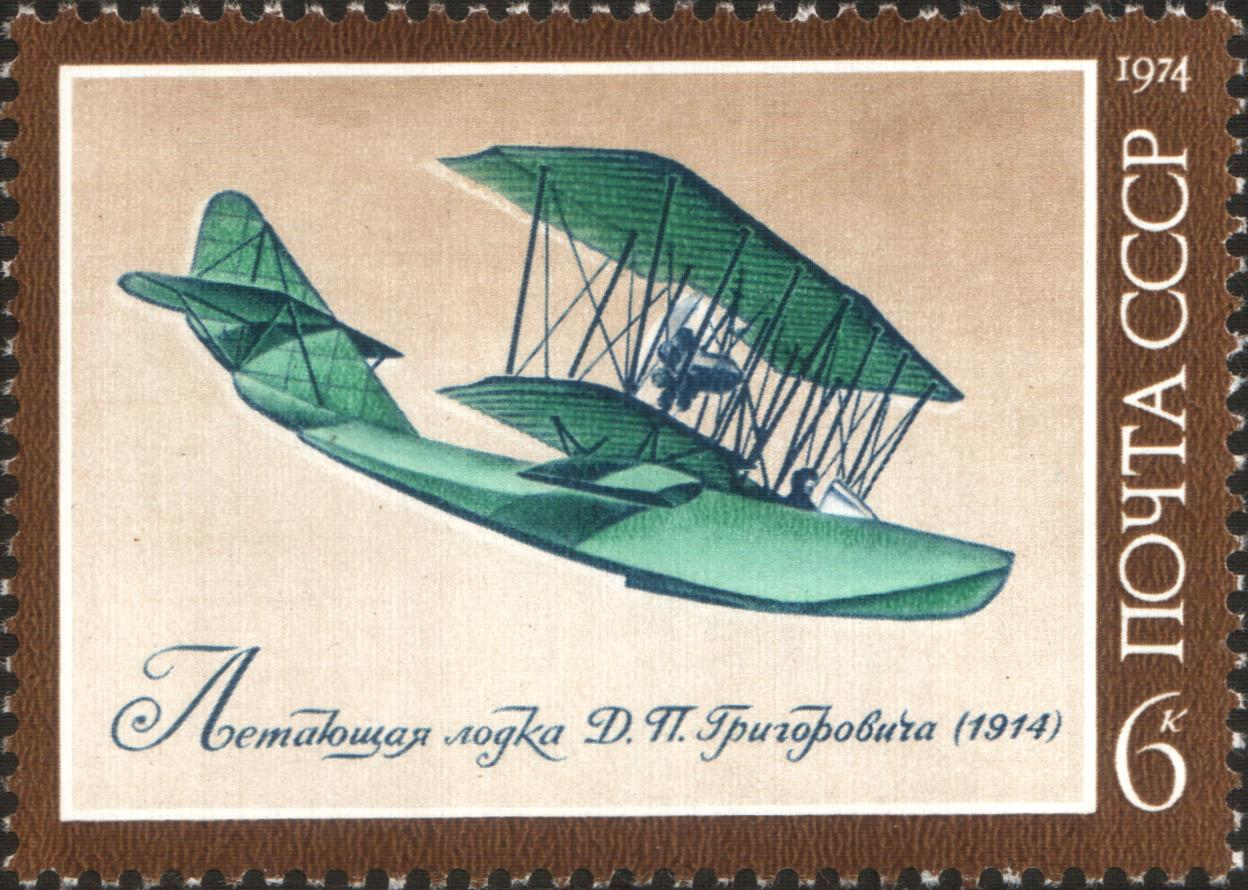
M-5 na znaczku pocztowym wydanym w ZSRR

Pierwszymi okrętami, na które w maju 1915 roku trafiły nowe wodnosamoloty konstrukcji Grigorowicza, były bliźniacze krążowniki „Kaguł” („Кагул”) i „Pamiat' Merkurija” („Память Меркурия”) – po dwie sztuki. Okręty te jednak rzadko korzystały ze swego wyposażenia lotniczego, które zresztą zlikwidowano w 1916 roku. Następnie łodzie latające M-5 trafiły na wyposażenie okrętu lotniczego (przed przebudową awiza) „Ałmaz” („Алмаз”). Początkowo na jednostce stacjonowały dwie maszyny, a od 1916 roku cztery. Następnie znalazły się na pokładach dwóch kolejnych transportowców wodnosamolotów, którymi były „Impierator Nikołaj I” („Император Николай I”, 5642 BRT) i „Impierator Aleksandr I” („Император Aлександр I”, 5133 BRT), bazujące w Sewastopolu i Odessie (okręty te mogły zabierać po 7-8 wodnosamolotów). Debiut bojowy M-5 nastąpił w maju 1915 roku, kiedy to wodnosamoloty zaokrętowane na „Ałmazie” i „Impieratorze Nikołaju I” prowadziły rozpoznanie rejonu Bosforu, bombardując m.in. Stambuł (3 maja) i İğneadę (4 maja). Między 9 i 13 czerwca 1915 roku M-5 zaokrętowane na „Ałmazie” i „Impieratorze Nikołaju I” ochraniały przejście pancernika „Impieratrica Marija” z Odessy do Sewastopola. Po przystąpieniu do wojny Bułgarii, 27 października 1915 roku samoloty obu okrętów bombardowały porty w Warnie i Burgas, korygując też ogień artylerii okrętowej. 24 stycznia 1916 roku doszło do wielkiej operacji lotniczej przeciw portowi w Zonguldak, kiedy to 11 wodnopłatów (M-5 i Curtiss K) wystartowało z trzech rosyjskich transportowców lotniczych („Ałmaz”, „Impierator Nikołaj I” i „Impierator Aleksandr I”), zrzucając 38 bomb o łącznej masie 370 kg. Bez strat własnych Rosjanie zatopili parowiec „Irmingard", cztery barki oraz uszkodzili linię kolejową oraz urządzenia przeładunkowe węgla. W drodze powrotnej „Impierator Aleksandr I” został zaatakowany przez niemiecki okręt podwodny UB-7, jednak udało mu się uniknąć trafienia torpedą. Po tym ataku ochronę zespołu powierzono własnym wodnosamolotom, które wykryły i zmusiły do zanurzenia wrogą jednostkę. W kolejnych miesiącach transportowce lotnicze wyposażone w maszyny Grigorowicza uczestniczyły aktywnie w blokadzie tureckich złóż węglowych w rejonie Eregli – Zonguldak, atakując z powietrza składy oraz urządzenia do wydobywania i załadunku węgla, utrudniając tym samym zaopatrzenie w paliwo floty tureckiej. 9 marca 1916 roku oba „Impieratory" uczestniczyły w nieudanym bombardowaniu Warny, zaś w kwietniu wszystkie trzy okręty lotnicze z 17 zaokrętowanymi wodnosamolotami wzięły udział w osłonie rosyjskich konwojów do opanowanego tureckiego portu Rize, poszukując i zwalczając wrogie okręty podwodne. 25 sierpnia podczas wypadu floty na bułgarski port Warna, w którym uczestniczyły m.in. trzy rosyjskie okręty lotnicze, doszło do bitwy powietrzno-morskiej. Atak wykonały 4 wodnosamoloty (z 20 zaokrętowanych – 12 M-5 i 8 M-9), w wyniku którego według Rosjan zestrzelono trzy samoloty wroga przy stracie jednego własnego. Była to jedna z ostatnich akcji bojowych na Morzu Czarnym wykonanych przez M-5, które zostały zastąpione przez większe i nowocześniejsze M-9.

### I wojna światowa – Flota Bałtycka
We Flocie Bałtyckiej maszyny M-5 służyły głównie do szkolenia pilotów w Szkole Lotnictwa Morskiego w Piotrogrodzie, która powstała 28 czerwca 1915 roku. Jedyny na Bałtyku rosyjski transportowiec lotniczy – „Orlica” („Орлица”, 2763 BRT) – wyposażony był od maja 1916 roku w nowocześniejsze M-9, które zastąpiły francuskie wodnopłaty FBA typ C.

### Okres wojny domowej
W okresie wojny domowej w Rosji łodzie latające M-5 stanowiły podstawowe wyposażenie Szkoły Lotnictwa Morskiego Armii Czerwonej, którą przeniesiono najpierw z Piotrogrodu do Niżnego Nowogrodu, a następnie do Samary. Od września 1919 roku szkoła miała na wyposażeniu operującą na Wołdze barkę rzeczną „Kniaginia Jewpraksija” („Kнягиня Евпраксия”) wyposażoną w cztery M-5 i dwa M-9. Barka służyła uczniom-pilotom do 1922 roku, kiedy to szkołę przebazowano do Sewastopola, zaś ostatnie M-5 wycofano ze szkolnictwa w połowie lat 20. XX wieku.

### Polacy na M-5
Od września 1916 roku do lutego 1917 roku w Szkole Lotnictwa Morskiego w Piotrogrodzie (jesienią 1916 roku przeniesionej do Baku) szkolił się miczman Eugeniusz Pławski (później m.in. dowódca ORP „Piorun”). Wykonywał on loty na łodziach M-5 i M-9. Dowódcą szkoły był również Polak – podpułkownik Grudziński, instruktorem był podchorąży Jerzy Weber. W szkole kształcił się również miczman Wacław Iwaszkiewicz i Jerzy Kłossowski, późniejszy dowódca ORP „Bałtyk”.

## Egzemplarze muzealne
Jedyny zachowany egzemplarz samolotu Grigorowicz M-5 eksponowany jest w Muzeum Lotnictwa Tureckiego (Havacılık Müzesi Yeşilköy) w Stambule.